# Cointegração
A cointegração é um modelo econométrico que surgiu em 1981 introduzido por Clive Granger. A função essencial deste modelo é o teste, a representação e o tratamento de séries de variáveis dinâmicas. Este modelo permite também a isenção de certos erros de cálculo e fornece modelos a longo prazo.